# Nils Kjær
Nils Kjær (ur. 11 września 1870 w Holmestrandzie, zm. 9 lutego 1924 w Oslo) – norweski dramaturg i eseista.
W swoich esejach omawiał problemy filozoficzne, literackie i swój bardzo osobisty stosunek do przyrody (Bøger og Billeder - Książki i obrazy, 1898), Siste Epistler - Ostatnie epistoły, 1924). W swoich dramatach (m.in. Regnskabets Dag - Dzień obrachunku, 1902) bronił tradycyjnego ładu i moralności, zwalczając liberalizm.